# Julio César Luna
Julio César Valotta Fernández Luna (Córdoba, 17 de febrer de 1945) és un actor, director, productor i llibretista argentí nacionalitzat colombià.

## Filmografia

### Actor
- Luna, la heredera (2004)
- Bolívar el héroe (2003)
- Te busco (2002)
- Amor a mil (2001)
- Marido y mujer (1999)
- La mujer del presidente (1997)
- María Bonita (1995)
- Azúcar (1989)
- La hora del vampiro (1987)
- La sombra de un pecado (1970)
- Viaje al pasado (1970)
- Cartas a Beatriz (1969)
- Candó (1969)
- Dos rostros, una vida (1968)
- El enigma de Diana (1967)
- Diario de una enfermera (1966)

### Director
- Dios se lo pague (1998)
- La potra Zaina (1992)
- Inseparables (1992)
- Gallito Ramírez (1986)
- Tuyo es mi corazón (1985-1986)
- Pero sigo siendo El Rey (1984)